# 吾元镇
吾元镇，是中华人民共和国山西省长治市屯留区下辖的一个乡镇级行政单位。

## 行政区划
吾元镇下辖以下地区：
吾元村、丰秀岭村、枣林庄村、王家庄村、哈叮峪村、西岭村、小庙岭村、赵家岭村、醋柳脚村、南阳坡村、罗村、北庄沟村、煤窑沟村、东坡村、甘草滩村、关家沟村、岭村、北岭村、西庄村、三交村、韩家村、西村、贾庄村、老庄沟村、宋家沟村、秦家村、龙门口村、庙儿脚村、川底坪村、常庄村、燕栗村和张家沟村。